# Nécropole de Cacera de las Ranas
La nécropole de Cacera de las Ranas (en espagnol : Necrópolis [visigoda] de Cacera de las Ranas) est une nécropole wisigothique découverte à Cacera de las Ranas, près d'Aranjuez, dans la communauté de Madrid, en Castille.

## Histoire
Les premières fouilles, menées en 1988 et 1989 par l'archéologue espagnol Francisco Ardanaz Arranz, ont mis au jour près de 200 sépultures datant d'une période allant de la fin du Ve siècle au VIIe siècle. Les tombes contenaient des objets funéraires, principalement des bijoux (boucles d'oreille, colliers, broches, bracelets, bagues, etc.), des plaques-boucles et des fibules (aquiliformes, discoïdales, « en Oméga », etc.).
Ces découvertes archéologiques sont notamment conservées au musée archéologique national de Madrid.
La nécropole de Cacera de las Ranas est l'une des plus importantes nécropoles de la période wisigothique (Ve – VIIIe siècles).